# Station Ulrum
Station Ulrum (geografische afkorting Ulr) is een stationsgebouw in Ulrum dat van 1 april 1922 tot 26 oktober 1942 in gebruik was als spoorwegstation aan de spoorlijn Winsum - Zoutkamp.

## Geschiedenis

### 1922 - 1942
Het spoorwegstation van Ulrum is in opdracht van de Groninger Locaalspoorweg-Maatschappij (GLS) gebouwd in 1920-1922 en behoort tot het standaardtype WZ van de Utrechtse architect Cornelis de Graaf, bouwkundige bij de Staatsspoorwegen. Het station is gebouwd in de stijl van de rationalistische architectuur. De rode bakstenen werden omstreeks 1930 grijs bepleisterd.
Op 24 november 1940 werd het reizigersvervoer op de spoorlijn gestaakt, waardoor het station zijn reizigersfunctie verloor. Twee jaar later op 26 oktober 1942 werd het goederenvervoer op de lijn gestaakt, waarna het station zijn volledige functie verloor.

### 1942 - heden
Het gebouw, een rijksmonument, is te vinden aan de Spoorstraat 28. Sinds het geen stationsfunctie meer heeft, heeft het diverse andere functies gehad zoals woonhuis, recreatiecentrum en trouwlocatie. In 1959 hield Trees Meijer, de uitvindster van het rompertje, atelier in dit station. De kleding hier gemaakt werd uitsluitend verkocht aan Prénatal. Anno 2012 fungeerde het gebouw als tentoonstellings- en expositieruimte. Sinds 2017 is Museum De Eenhoorn in het pand gevestigd. In 2008 is het station gerestaureerd. Ook is de grijze bepleistering vervangen door witte toen het gebouw al geen stationsfunctie meer had. Een deel van het interieur is nog origineel, zoals de stationshal en het loket.

## Afbeeldingen

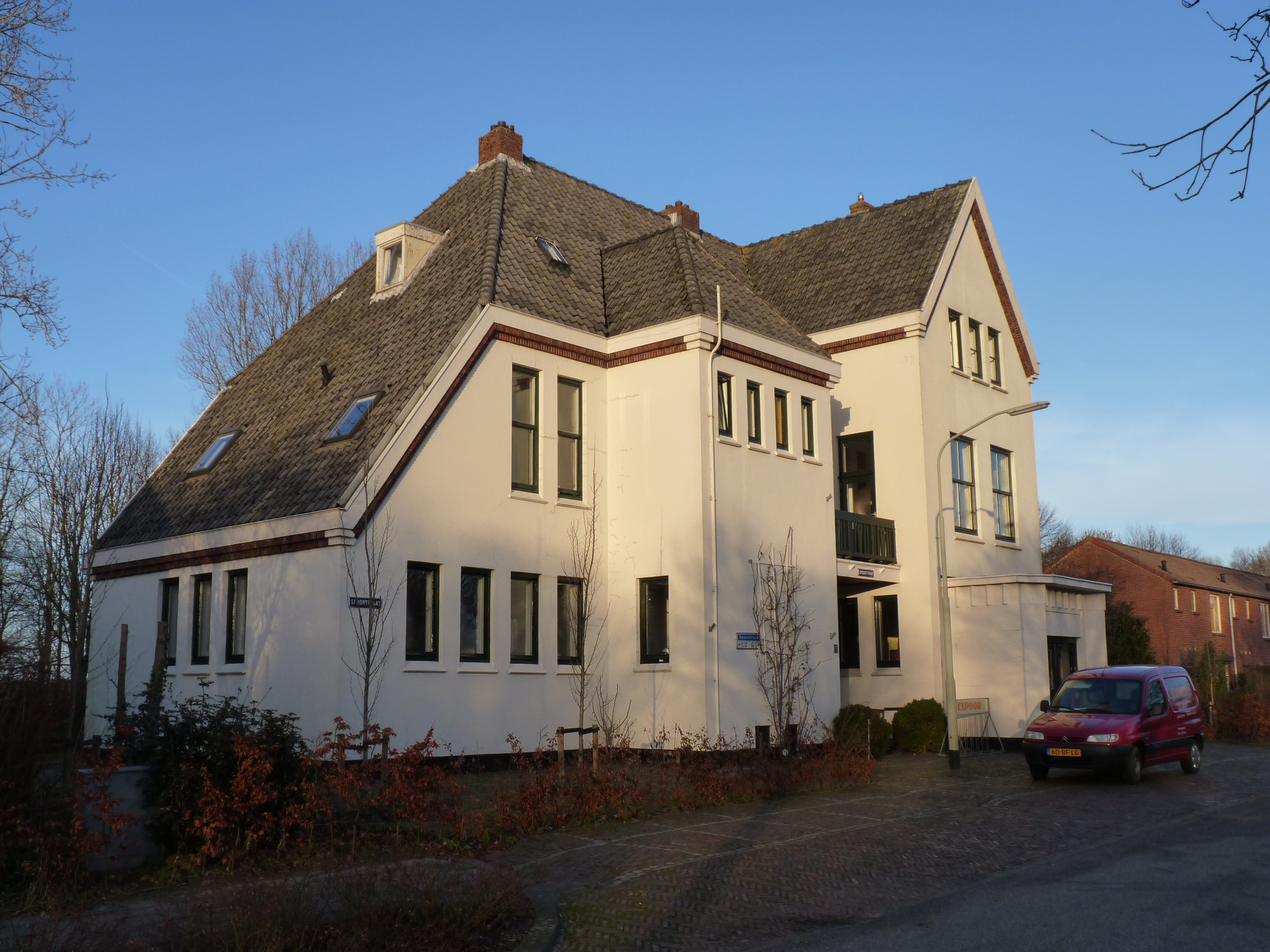
2011
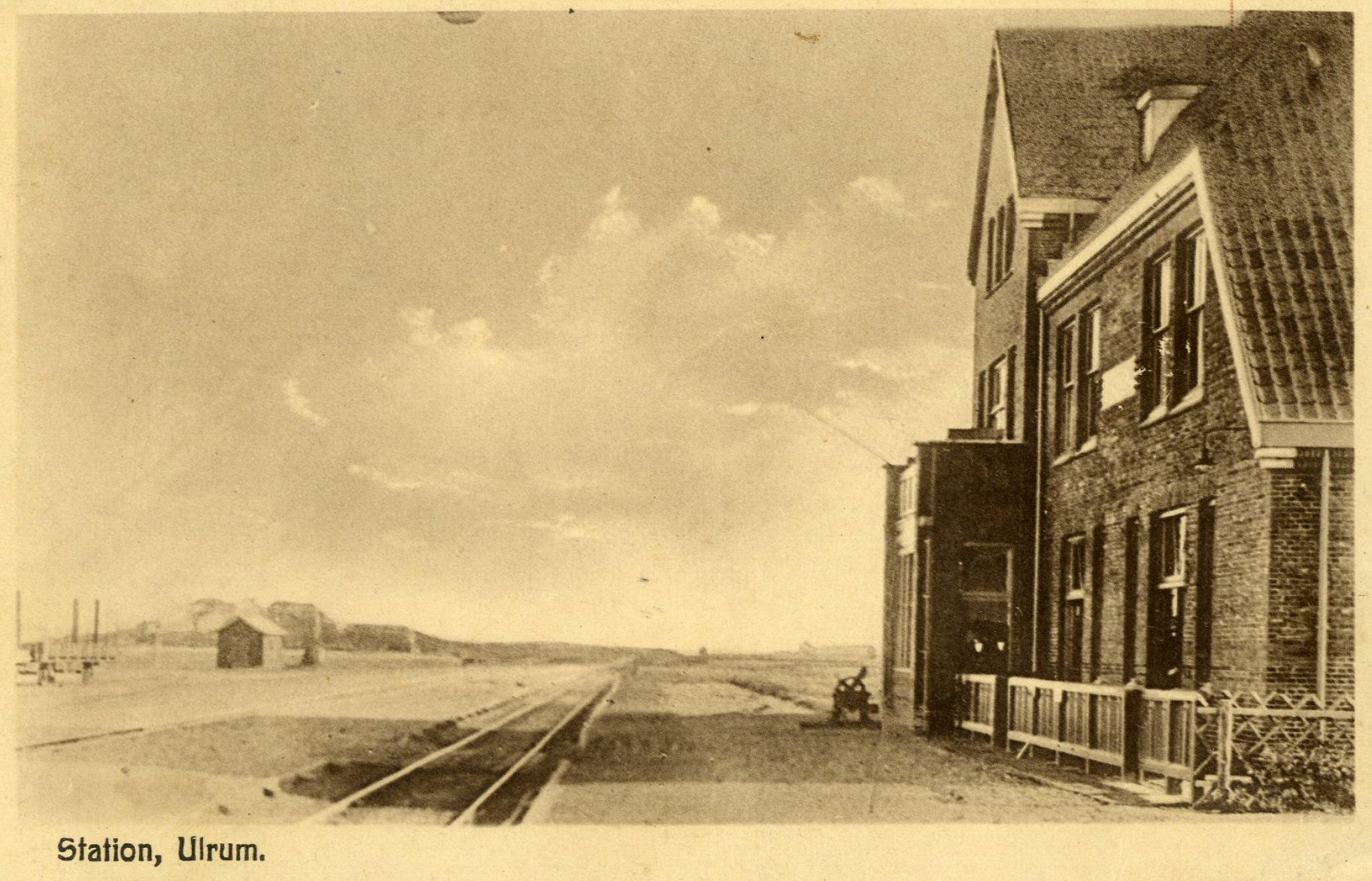
ca 1920-1930

0: Winsum ·
6,2: Eenrum ·
9,0: Wehe-Den Hoorn ·
12,3: Leens ·
13,7: Breweelsterweg ·
15,5: Ulrum ·
18,4: Zoutkamp
Appingedam · 
Bad Nieuweschans ·
Baflo · 
Bedum · 
Delfzijl · 
-West · 
Eemshaven ·
Grijpskerk · 
Groningen · 
-Europapark ·
-Noord ·
Haren · 
Hoogezand-Sappemeer · 
Kropswolde · 
Loppersum · 
Martenshoek · 
Roodeschool · 
Sauwerd · 
Scheemda · 
Stedum · 
Uithuizen · 
Uithuizermeeden · 
Usquert · 
Veendam · 
Warffum · 
Winschoten · 
Winsum · 
Zuidbroek · 
Zuidhorn
Voormalige stations: zie de lijst van voormalige spoorwegstations in Groningen